# Кычильсадуку-Ёль
Кычильсадуку-Ёль (устар. Кычиль-Садуку-Иоль) — река в России, протекает в Шурышкарском районе Ямало-Ненецкого АО. Исток реки находится с западной стороны озера Кычильсадукулор, на высоте 137 м, устье — в 64 км по правому берегу реки Большой Тукшин, длина реки 12 км.

## Данные водного реестра
По данным государственного водного реестра России относится к Нижнеобскому бассейновому округу, водохозяйственный участок реки — Обь от впадения реки Северная Сосьва до города Салехард, речной подбассейн реки — бассейны притоков Оби ниже впадения Северной Сосьвы. Речной бассейн реки — (Нижняя) Обь от впадения Иртыша.
Код объекта в государственном водном реестре — 15020300112115300030176.